# His Butler's Sister
His Butler's Sister is een Amerikaanse filmkomedie uit 1943 onder regie van Frank Borzage. Destijds werd de film in Nederland uitgebracht onder de titel De zuster van de huisknecht.

## Verhaal
Na haar studie reist Ann Carter naar New York om haar halfbroer op te zoeken. Ze komt erachter dat hij als huisknecht is aangenomen door de componist Charles Gerard. Anne streeft een zangcarrière na en in een poging om de aandacht van Gerard te trekken, biedt ze zich bij hem aan als kamermeisje. Haar plannen lopen echter niet van een leien dakje.

## Rolverdeling
| Acteur         | Personage          |
| -------------- | ------------------ |
| Deanna Durbin  | Ann Carter         |
| Franchot Tone  | Charles Gerard     |
| Pat O'Brien    | Martin Murphy      |
| Akim Tamiroff  | Popoff             |
| Alan Nowbray   | Buzz Jenkins       |
| Walter Catlett | Mortimer Kalb      |
| Elsa Janssen   | Severina           |
| Evelyn Ankers  | Elizabeth Campbell |
| Frank Jenks    | Emmett             |
| Sig Arno       | Moreno             |
| Hans Conried   | Reeves             |
| Florence Bates | Lady Sloughberry   |
| Roscoe Karns   | Fields             |
| Russell Hicks  | Sanderson          |
| Andrew Tombes  | Brophy             |